# Okres Gyomaendrőd
Okres Gyomaendrőd (maďarsky Gyomaendrődi járás) se nachází v Maďarsku v župě Békés. Jeho správním centrem je město Gyomaendrőd.

## Sídla
Města
- Dévaványa
- Gyomaendrőd

Obce
- Csárdaszállás
- Ecsegfalva
- Hunya